# Società degli agricoltori italiani
La Società degli agricoltori italiani (SAI) è stata un'organizzazione apolitica, sorta alla fine del XIX secolo, che aveva fra i propri scopi l'incremento dell'agricoltura e il miglioramento delle classi agricole, in chiave tecnico-scientifica.

## Caratteristiche
Si costituì a Roma il 13 giugno 1895, con oltre 1.100 iscritti (la punta massima fu di circa 4.000). Di questi la maggior parte erano “costituenti” a titolo individuale, mentre una discreta percentuale era rappresentata dai comizi agrari di diverse province. Aderirono anche comuni, camere di commercio e aziende. 
I lavori della Società vennero articolati in una dozzina di sezioni, a loro volta ripartite in due raggruppamenti, che si occuparono, rispettivamente, di agronomia e di economia. I soci dovevano optare, previo esplicita dichiarazione, per una sola sezione.
Della Società furono presidenti:
- Giuseppe Devincenzi (dal giugno 1895 al febbraio 1896);
- Raffaele Cappelli (dal 1896 al 1911);
- Edoardo Ottavi (dal 1911 al 1917);
- Alberto Cencelli (facente funzioni dal novembre 1917  all'aprile 1918);
- Luigi Rava (dal 1918 al marzo 1919);
- Giambattista Miliani (dal 1919 sino all'aprile 1920).

Dalla costituzione ebbe come proprio organo di propaganda il "Bollettino quindicinale della Società degli agricoltori italiani", che uscì sino al 1919.
La Società si sciolse il 21 aprile 1920, trasformandosi in Istituto nazionale di agricoltura